# Legislatura 2016-2020 (Senat)
Această listă descrie componența Senatului României în legislatura 2016 - 2020, alcătuit din 136 de senatori.
| Număr | Prenume și Nume             | Denumire        | Grup parlamentar | Observație              |
| ----- | --------------------------- | --------------- | ---------------- | ----------------------- |
| 1     | Valer-Daniel Breaz          | Alba            | PSD              |                         |
| 2     | Alexandru Pereș             | Alba            | PNL              |                         |
| 3     | Ioan Cristina               | Arad            | PNL              |                         |
| 4     | Mihai-Viorel Fifor          | Arad            | PSD              |                         |
| 5     | Adrian Wiener               | Arad            | USR              |                         |
| 6     | Gheorghe Marin              | Argeș           | PSD              |                         |
| 7     | Ion Popa                    | Argeș           | PNL              |                         |
| 8     | Cristina-Mariana Stocheci   | Argeș           | PSD              |                         |
| 9     | Șerban Valeca               | Argeș           | PSD              |                         |
| 10    | Adrian-Dragoș Benea         | Bacău           | PSD              |                         |
| 11    | Cătălin-Daniel Fenechiu     | Bacău           | PNL              |                         |
| 12    | Viorel Ilie                 | Bacău           | ALDE             |                         |
| 13    | Miron Alexandru Smarandache | Bacău           | PSD              |                         |
| 14    | Florian Dorel Bodog         | Bihor           | PSD              |                         |
| 15    | Attila Cseke                | Bihor           | UDMR             |                         |
| 16    | Ákos Derzsi                 | Bihor           | UDMR             |                         |
| 17    | Cornel Popa                 | Bihor           | PNL              |                         |
| 18    | Ioan Deneș                  | Bistrița-Năsăud | PSD              |                         |
| 19    | Ioan Simionca               | Bistrița-Năsăud | ALDE             |                         |
| 20    | Doina-Elena Federovici      | Botoșani        | PSD              |                         |
| 21    | Costel Șoptică              | Botoșani        | PNL              |                         |
| 22    | Lucian Trufin               | Botoșani        | PSD              |                         |
| 23    | Allen Coliban               | Brașov          | USR              |                         |
| 24    | Marius-Alexandru Dunca      | Brașov          | PSD              |                         |
| 25    | Ovidiu-Florin Orțan         | Brașov          | PSD              |                         |
| 26    | Daniel-Cătălin Zamfir       | Brașov          | ALDE             |                         |
| 27    | Ion Rotaru                  | Brăila          | PSD              |                         |
| 28    | Mihai Ruse                  | Brăila          | ALDE             |                         |
| 29    | Vlad Alexandrescu           | București       | USR              |                         |
| 30    | Ecaterina Andronescu        | București       | PSD              |                         |
| 31    | Traian Băsescu              | București       | PMP              |                         |
| 32    | Robert Cazanciuc            | București       | PSD              |                         |
| 33    | Florin-Vasile Cîțu          | București       | PNL              |                         |
| 34    | Mihnea Cosmin Costoiu       | București       | PSD              |                         |
| 35    | Leon Dănăilă                | București       | PNL              |                         |
| 36    | Silvia-Monica Dinică        | București       | USR              |                         |
| 37    | Cristian Ghica              | București       | USR              |                         |
| 38    | Șerban Nicolae              | București       | PSD              |                         |
| 39    | Florina-Raluca Presadă      | București       | USR              |                         |
| 40    | Călin Popescu-Tăriceanu     | București       | ALDE             |                         |
| 41    | Ioan Vulpescu               | București       | PSD              |                         |
| 42    | Dorin-Valeriu Bădulescu     | Buzău           | PMP              |                         |
| 43    | Lucian Romașcanu            | Buzău           | PSD              |                         |
| 44    | Liliana Sbîrnea             | Buzău           | PSD              |                         |
| 45    | Ioan Narcis Chisăliță       | Caraș-Severin   | PSD              |                         |
| 46    | Ion Vela                    | Caraș-Severin   | PNL              |                         |
| 47    | Răducu-George Filipescu     | Călărași        | PNL              |                         |
| 48    | Roxana-Natalia Pațurcă      | Călărași        | PSD              |                         |
| 49    | Attila László               | Cluj            | UDMR             |                         |
| 50    | Mihai Goțiu                 | Cluj            | USR              |                         |
| 51    | Vasile Ilea                 | Cluj            | PSD              |                         |
| 52    | Marius Nicoară              | Cluj            | PNL              |                         |
| 53    | Tit-Liviu Brăiloiu          | Constanța       | PSD              |                         |
| 54    | Vergil Chițac               | Constanța       | PNL              |                         |
| 55    | Nicoleta-Ramona Dinu        | Constanța       | USR              |                         |
| 56    | Nicolae Moga                | Constanța       | PSD              |                         |
| 57    | Ștefan Mihu                 | Constanța       | PSD              |                         |
| 58    | Gheorghe Baciu              | Covasna         | PMP              |                         |
| 59    | László-Ődőn Fejér           | Covasna         | UDMR             |                         |
| 60    | Iancu Caracota              | Dâmbovița       | PNL              |                         |
| 61    | Titus Corlățean             | Dâmbovița       | PSD              |                         |
| 62    | Adrian Țuțuianu             | Dâmbovița       | PSD              |                         |
| 63    | Elena-Lavinia Craioveanu    | Dolj            | PSD              |                         |
| 64    | Iulian Claudiu Manda        | Dolj            | PSD              |                         |
| 65    | Mario-Ovidiu Oprea          | Dolj            | PNL              |                         |
| 66    | Radu-Cosmin Preda           | Dolj            | PSD              |                         |
| 67    | Ionel-Daniel Butunoi        | Galați          | PSD              |                         |
| 68    | George-Edward Dircă         | Galați          | USR              |                         |
| 69    | Nicolae Marin               | Galați          | PSD              |                         |
| 70    | George-Cătălin Stângă       | Galați          | PNL              |                         |
| 71    | Niculae Bădălău             | Giurgiu         | PD               |                         |
| 72    | Ovidiu-Cristian-Dan Marciu  | Giurgiu         | PSD              |                         |
| 73    | Florin Cârciumaru           | Gorj            | PSD              |                         |
| 74    | Scarlat Iriza               | Gorj            | ALDE             |                         |
| 75    | Barna Tánczos               | Harghita        | UDMR             |                         |
| 76    | Attila Verestóy             | Harghita        | UDMR             | Decedat pe 24 ian. 2018 |
| 77    | Eleonora-Carmen Hărău       | Hunedoara       | PNL              |                         |
| 78    | Cornel-Cristian Resmeriță   | Hunedoara       | PSD              |                         |
| 79    | Viorel Salan                | Hunedoara       | PSD              |                         |
| 80    | Gabi Ionașcu                | Ialomița        | PMP              |                         |
| 81    | Marian Pavel                | Ialomița        | PSD              |                         |
| 82    | Dan Lungu                   | Iași            | USR              |                         |
| 83    | Victorel Lupu               | Iași            | PSD              |                         |
| 84    | Doru-Adrian Pănescu         | Iași            | PSD              |                         |
| 85    | Laura-Iuliana Scântei       | Iași            | PNL              |                         |
| 86    | Vasilică Toma               | Iași            | PSD              |                         |
| 87    | Emanuel-Gabriel Botnariu    | Ilfov           | PSD              |                         |
| 88    | Nicoleta Pauliuc            | Ilfov           | PNL              |                         |
| 89    | Severica-Rodica Covaciu     | Maramureș       | PMP              |                         |
| 90    | Sorina Pintea               | Maramureș       | PSD              |                         |
| 91    | Ioan-Iustin Talpoș          | Maramureș       | PMP              |                         |
| 92    | Liviu-Lucian Mazilu         | Mehedinți       | PSD              |                         |
| 93    | Ionuț Sibinescu             | Mehedinți       | ALDE             |                         |
| 94    | Ioan-Cristian Chirteș       | Mureș           | PNL              |                         |
| 95    | Károly Zsolt Császár        | Mureș           | UDMR             |                         |
| 96    | Csaba Zoltán Novák          | Mureș           | UDMR             |                         |
| 97    | Aurel-Horea Soporan         | Mureș           | PSD              |                         |
| 98    | Emilia Arcan                | Neamț           | PSD              |                         |
| 99    | Dan Manoliu                 | Neamț           | PSD              |                         |
| 100   | Eugen Țapu Nazare           | Neamț           | PNL              |                         |
| 101   | Renică Diaconescu           | Olt             | PSD              |                         |
| 102   | Siminica Mirea              | Olt             | PNL              |                         |
| 103   | Paul Stănescu               | Olt             | PSD              |                         |
| 104   | Iulian Dumitrescu           | Prahova         | PNL              |                         |
| 105   | George-Nicolae Marussi      | Prahova         | USR              |                         |
| 106   | Teodor Meleșcanu            | Prahova         | ALDE             |                         |
| 107   | Ștefan-Radu Oprea           | Prahova         | PSD              |                         |
| 108   | Emanoil Savin               | Prahova         | PSD              |                         |
| 109   | Gabriel-Beniamin Leș        | Satu Mare       | PSD              |                         |
| 110   | Turos Lóránd                | Satu Mare       | UDMR             |                         |
| 111   | Vasile-Cristian Lungu       | Sălaj           | PMP              |                         |
| 112   | Gheorghe Pop                | Sălaj           | PSD              |                         |
| 113   | Viorel Arcaș                | Sibiu           | PSD              |                         |
| 114   | Nicolae Avram               | Sibiu           | PSD              |                         |
| 115   | Mircea Cazan                | Sibiu           | PNL              |                         |
| 116   | Constantin-Daniel Cadariu   | Suceava         | PNL              |                         |
| 117   | Virginel Iordache           | Suceava         | PSD              |                         |
| 118   | Ilie Niță                   | Suceava         | ALDE             |                         |
| 119   | Ioan Stan                   | Suceava         | PSD              |                         |
| 120   | Carmen Daniela Dan          | Teleorman       | PSD              |                         |
| 121   | Eugen Pîrvulescu            | Teleorman       | PNL              |                         |
| 122   | Adrian-Nicolae Diaconu      | Timiș           | PSD              |                         |
| 123   | Eugen Dogariu               | Timiș           | PSD              |                         |
| 124   | Nicu Fălcoi                 | Timiș           | USR              |                         |
| 125   | Alina Gorghiu               | Timiș           | PNL              |                         |
| 126   | Ion Ganea                   | Tulcea          | PMP              |                         |
| 127   | Eugen Teodorovici           | Tulcea          | PSD              |                         |
| 128   | Gabriela Crețu              | Vaslui          | PSD              |                         |
| 129   | Ion Hadârcă                 | Vaslui          | ALDE             |                         |
| 130   | Doina Silistru              | Vaslui          | PSD              |                         |
| 131   | Romulus Bulacu              | Vâlcea          | PNL              |                         |
| 132   | Constantin-Bogdan Matei     | Vâlcea          | PSD              |                         |
| 133   | Cristian Dumitrescu         | Vrancea         | PSD              |                         |
| 134   | Cătălin Dumitru Toma        | Vrancea         | PNL              |                         |
| 135   | Viorel-Riceard Badea        | Străinatate     | PNL              |                         |
| 136   | Radu-Mihai Mihail           | Străinatate     | USR              |                         |